# Ricardo Centurión
Adrián Ricardo Centurión (* 19. Januar 1993 in Avellaneda) ist ein argentinischer Fußballspieler.

## Karriere

### Verein
Centurión begann mit dem Fußballspielen in der Jugend des Racing Club in Argentinien. Zum 1. Januar 2012 wechselte er zu den Profis und erarbeitete sich einen Stammplatz. Im Sommer 2013 wurde er für ein Jahr an den italienischen Erstligisten CFC Genua ausgeliehen. Am 30. Januar 2015 wechselte er für 4,2 Mio. € zum brasilianischen Erstligisten FC São Paulo. Er erhielt einen Vierjahresvertrag. Im August 2016 wurde er für ein Jahr nach Argentinien an die Boca Juniors verliehen und wurde mit den Juniors Argentinischer Meister. Nach seiner Leihe wechselte er 2017 für 3,8 Mio. € nach Italien zu seinem ehemaligen Verein CFC Genua. Ein weiteres halbes Jahr später wechselte er, nun für 3,5 Mio. €, zurück nach Argentinien zum Racing Club Avellaneda und wurde 2019 erneut argentinischer Meister. Im gleichen Jahr wurde er für eine Saison nach Mexiko zu San Luis verliehen. Nach seiner Rückkehr folgte die Leihe in der argentinischen ersten Liga zu Vélez Sarsfield, welche Mitte 2020 Centurión für 1,4 Mio. € fest verpflichtete.
Zur Saison 2022 wurde er an CA San Lorenzo de Almagro ausgeliehen. Nach einer Streitigkeit mit dem Trainer Alexander Medina wurde er dort ins Reserveteam versetzt und im Februar 2023 an Barracas Central verliehen.

### Nationalmannschaft
Centurión war Mitglied der von Trainer Marcelo Trobbiani zusammengestellten argentinischen U-20-Auswahl, die an der U-20-Südamerikameisterschaft 2013 teilnahm.